# 1745年

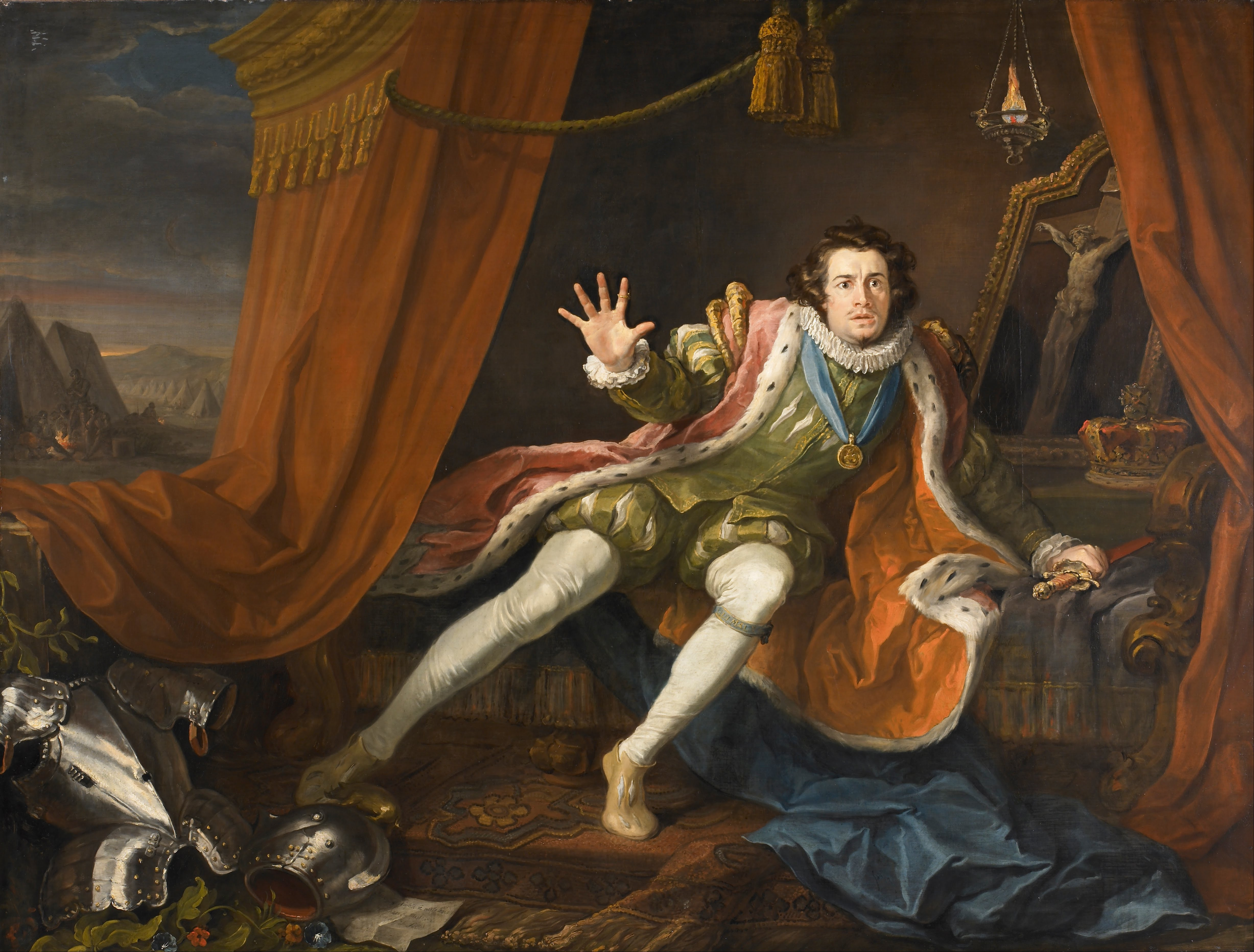
『リチャード三世に扮するデイヴィッド・ギャリック』1745年　ウィリアム・ホガース画

1745年（1745 ねん）は、西暦（グレゴリオ暦）による、金曜日から始まる平年。

## 他の紀年法
- 干支 : 乙丑
- 日本
  - 延享2年
  - 皇紀2405年
- 中国
  - 清 : 乾隆10年
- 朝鮮
  - 李氏朝鮮 : 英祖21年
  - 檀紀4078年
- ベトナム
  - 後黎朝 : 景興6年
- 仏滅紀元 : 2287年 - 2288年
- イスラム暦 : 1157年 - 1158年
- ユダヤ暦 : 5505年 - 5506年
- ユリウス暦 : 1744年12月21日 - 1745年12月20日

## カレンダー
| 1月 |    |    |    |    |    |    |
| 日  | 月 | 火 | 水 | 木 | 金 | 土 |
|     |    |    |    |    | 1  | 2  |
| 3   | 4  | 5  | 6  | 7  | 8  | 9  |
| 10  | 11 | 12 | 13 | 14 | 15 | 16 |
| 17  | 18 | 19 | 20 | 21 | 22 | 23 |
| 24  | 25 | 26 | 27 | 28 | 29 | 30 |
| 31  |    |    |    |    |    |    |
|     |    |    |    |    |    |    |

| 2月 |    |    |    |    |    |    |
| 日  | 月 | 火 | 水 | 木 | 金 | 土 |
|     | 1  | 2  | 3  | 4  | 5  | 6  |
| 7   | 8  | 9  | 10 | 11 | 12 | 13 |
| 14  | 15 | 16 | 17 | 18 | 19 | 20 |
| 21  | 22 | 23 | 24 | 25 | 26 | 27 |
| 28  |    |    |    |    |    |    |
|     |    |    |    |    |    |    |

| 3月 |    |    |    |    |    |    |
| 日  | 月 | 火 | 水 | 木 | 金 | 土 |
|     | 1  | 2  | 3  | 4  | 5  | 6  |
| 7   | 8  | 9  | 10 | 11 | 12 | 13 |
| 14  | 15 | 16 | 17 | 18 | 19 | 20 |
| 21  | 22 | 23 | 24 | 25 | 26 | 27 |
| 28  | 29 | 30 | 31 |    |    |    |
|     |    |    |    |    |    |    |

| 4月 |    |    |    |    |    |    |
| 日  | 月 | 火 | 水 | 木 | 金 | 土 |
|     |    |    |    | 1  | 2  | 3  |
| 4   | 5  | 6  | 7  | 8  | 9  | 10 |
| 11  | 12 | 13 | 14 | 15 | 16 | 17 |
| 18  | 19 | 20 | 21 | 22 | 23 | 24 |
| 25  | 26 | 27 | 28 | 29 | 30 |    |
|     |    |    |    |    |    |    |

| 5月 |    |    |    |    |    |    |
| 日  | 月 | 火 | 水 | 木 | 金 | 土 |
|     |    |    |    |    |    | 1  |
| 2   | 3  | 4  | 5  | 6  | 7  | 8  |
| 9   | 10 | 11 | 12 | 13 | 14 | 15 |
| 16  | 17 | 18 | 19 | 20 | 21 | 22 |
| 23  | 24 | 25 | 26 | 27 | 28 | 29 |
| 30  | 31 |    |    |    |    |    |
|     |    |    |    |    |    |    |

| 6月 |    |    |    |    |    |    |
| 日  | 月 | 火 | 水 | 木 | 金 | 土 |
|     |    | 1  | 2  | 3  | 4  | 5  |
| 6   | 7  | 8  | 9  | 10 | 11 | 12 |
| 13  | 14 | 15 | 16 | 17 | 18 | 19 |
| 20  | 21 | 22 | 23 | 24 | 25 | 26 |
| 27  | 28 | 29 | 30 |    |    |    |
|     |    |    |    |    |    |    |

| 7月 |    |    |    |    |    |    |
| 日  | 月 | 火 | 水 | 木 | 金 | 土 |
|     |    |    |    | 1  | 2  | 3  |
| 4   | 5  | 6  | 7  | 8  | 9  | 10 |
| 11  | 12 | 13 | 14 | 15 | 16 | 17 |
| 18  | 19 | 20 | 21 | 22 | 23 | 24 |
| 25  | 26 | 27 | 28 | 29 | 30 | 31 |
|     |    |    |    |    |    |    |

| 8月 |    |    |    |    |    |    |
| 日  | 月 | 火 | 水 | 木 | 金 | 土 |
| 1   | 2  | 3  | 4  | 5  | 6  | 7  |
| 8   | 9  | 10 | 11 | 12 | 13 | 14 |
| 15  | 16 | 17 | 18 | 19 | 20 | 21 |
| 22  | 23 | 24 | 25 | 26 | 27 | 28 |
| 29  | 30 | 31 |    |    |    |    |
|     |    |    |    |    |    |    |

| 9月 |    |    |    |    |    |    |
| 日  | 月 | 火 | 水 | 木 | 金 | 土 |
|     |    |    | 1  | 2  | 3  | 4  |
| 5   | 6  | 7  | 8  | 9  | 10 | 11 |
| 12  | 13 | 14 | 15 | 16 | 17 | 18 |
| 19  | 20 | 21 | 22 | 23 | 24 | 25 |
| 26  | 27 | 28 | 29 | 30 |    |    |
|     |    |    |    |    |    |    |

| 10月 |    |    |    |    |    |    |
| 日   | 月 | 火 | 水 | 木 | 金 | 土 |
|      |    |    |    |    | 1  | 2  |
| 3    | 4  | 5  | 6  | 7  | 8  | 9  |
| 10   | 11 | 12 | 13 | 14 | 15 | 16 |
| 17   | 18 | 19 | 20 | 21 | 22 | 23 |
| 24   | 25 | 26 | 27 | 28 | 29 | 30 |
| 31   |    |    |    |    |    |    |
|      |    |    |    |    |    |    |

| 11月 |    |    |    |    |    |    |
| 日   | 月 | 火 | 水 | 木 | 金 | 土 |
|      | 1  | 2  | 3  | 4  | 5  | 6  |
| 7    | 8  | 9  | 10 | 11 | 12 | 13 |
| 14   | 15 | 16 | 17 | 18 | 19 | 20 |
| 21   | 22 | 23 | 24 | 25 | 26 | 27 |
| 28   | 29 | 30 |    |    |    |    |
|      |    |    |    |    |    |    |

| 12月 |    |    |    |    |    |    |
| 日   | 月 | 火 | 水 | 木 | 金 | 土 |
|      |    |    | 1  | 2  | 3  | 4  |
| 5    | 6  | 7  | 8  | 9  | 10 | 11 |
| 12   | 13 | 14 | 15 | 16 | 17 | 18 |
| 19   | 20 | 21 | 22 | 23 | 24 | 25 |
| 26   | 27 | 28 | 29 | 30 | 31 |    |
|      |    |    |    |    |    |    |

## できごと
- 日本

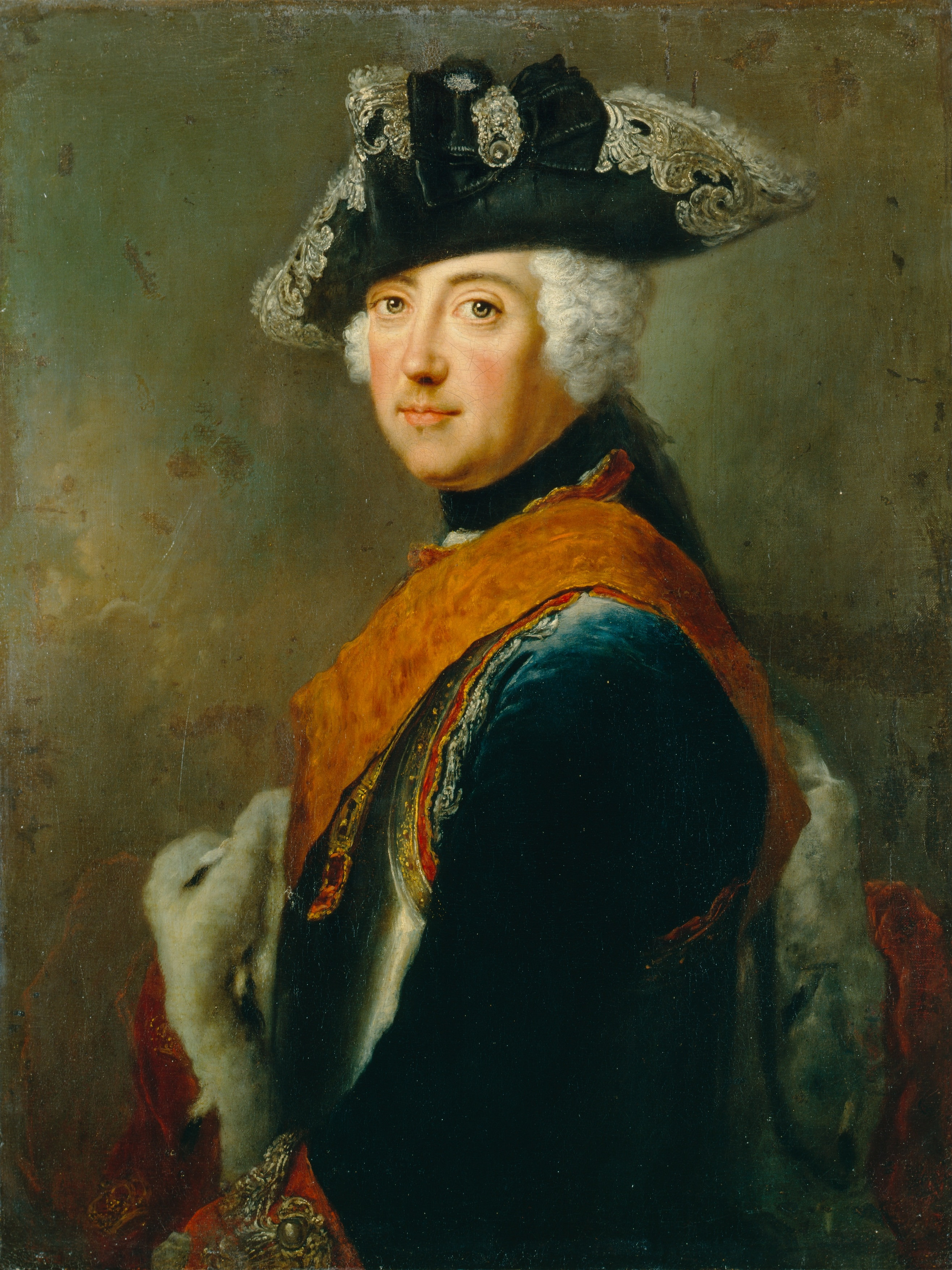
『プロイセン国王フリードリヒ2世の肖像』　1745年　アントワーヌ・ペーヌ筆

  - 将軍徳川吉宗が丹羽正伯らに博物書である『庶物類纂』の再編纂を命じる[要出典]。
  - 富永仲基が、仏教経典を文献学的に研究・批判した『出定後語』を刊行[1]。
  - 1739年（元文4年）に禁止された豊後節が大流行。
- フィリピン - フィリピン総督領・タガログ5州で修道会アシエンダによる土地強奪に抗議する農民反乱起こる[2]。
- ペンシルベニア植民地 - アメリカ合衆国に現存するものでは最古のルーテル教会、オーガスタス・ルーサラン教会（英語版）が聖別を受ける（建物は1743年に完成）。
- アラビア - ワッハーブ運動：ムハンマド・イブン・アブドゥルワッハーブがサウード家と盟約を結ぶ。第一次サウード王国成る[3]。
- イギリス - 飼育業者、ロバート・ベイグウェル（英語版）が動物の品種改良の実験を始める。彼の手法は、後に畜産業界に大きな変革をもたらした[4]。
- チベット - ゲルク派によって、宣教師がラサから追放される[5]。

### 1月-3月
- 1月7日 - オーストリア継承戦争：陸軍元帥カール・ヨーゼフ・バッチャーニ率いるオーストリア軍が、アンベルク市とバイエルン軍の冬営を奇襲し、守備にあたっていたバイエルン軍を潰走させた後、首都であるミュンヘンを攻略する[6]。
- 1月8日 - ワルシャワで、イギリス、オーストリア、オランダ、ザクセン選帝侯がワルシャワ条約（英語版）（四国同盟）を結び、国事詔書を承認した[7]。
- 1月20日 – バイエルン公国の陥落をもたらしたアンベルクでの壊滅的な敗北から2週間足らずののちに、選帝侯（そして神聖ローマ皇帝を兼ねた）カール・アルブレヒトが、痛風の悪化によってニンフェンブルク宮殿で失意のまま、47歳で崩御する。成人済みの継承者がいない状態であった[8]。当時17歳であった、カール・アルブレヒトの息子、マクシミリアン3世ヨーゼフが選帝侯位を嗣ぎ、同年4月にはオーストリアとフュッセン条約に調印、単独講和に踏み切った。
- 2月22日 - ジャマイカ島の白人植民地政府が、900人の黒人奴隷が計画していた白人住民相手の武装蜂起と虐殺を頓挫させる[9]。

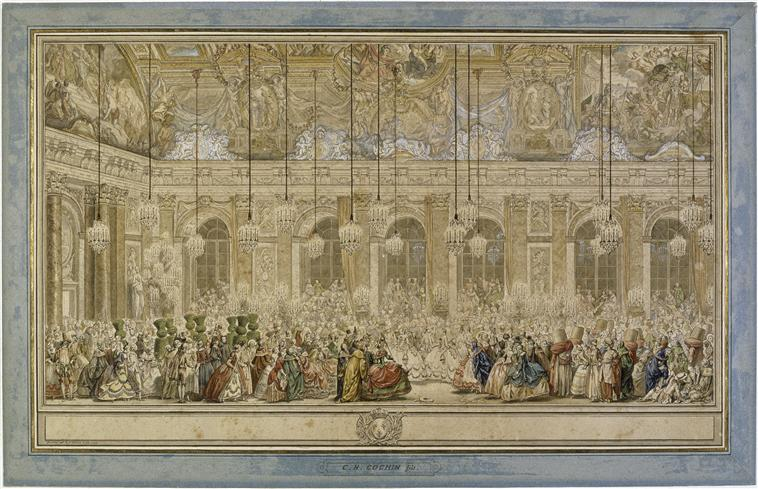
『イチイの舞踏会』― 2月25日から26日に渡って、ヴェルサイユで開催された仮面舞踏会。国王ルイ15世が従者たちと共にヨーロッパイチイのトピアリーに扮していたことからこの名がついた。また、この舞踏会はルイ15世がジャンヌ＝アントワネット・ポワソン（のちのポンパドゥール侯爵夫人）と知り合ったきっかけでもあった。ルーヴル美術館蔵

- 『イチイの舞踏会（英語版）』― 2月25日から26日に渡って、ヴェルサイユで開催された仮面舞踏会。国王ルイ15世が従者たちと共にヨーロッパイチイのトピアリーに扮していたことからこの名がついた。また、この舞踏会はルイ15世がジャンヌ＝アントワネット・ポワソン（のちのポンパドゥール侯爵夫人）と知り合ったきっかけでもあった。ルーヴル美術館蔵2月23日 - フランス王太子（ドーファン）の結婚式がヴェルサイユで行われる。ルイ15世の長子ルイ・フェルディナンと、スペイン国王フェリペ5世の娘マリア・テレサ・ラファエラの婚姻であった[10]。王太子はフランス王位に就くことなく、1765年、父ルイ15世の死に遡ること8年前に薨去した。
- 2月27日 - ピエール・ブーゲがフランス科学アカデミーに出席し、フランス科学アカデミーによる測地遠征によって集められた調査結果についての報告を行った。報告は、史上初の地球の円周についての正確な計測にも言及している[11]。ブーゲは調査の結果、地球の赤道周長は40,000.00キロ、極地から赤道までの距離はおよそ10,000キロであると結論づけた。この発表を受けて、アカデミーは後年メートルとメートル法を算定することとなる。
- 3月1日 - ポーランド王国国王にしてザクセン選帝侯であったアウグスト3世が皇帝選挙に立候補する。が、同年7月、トスカーナ大公フランシスコ（のちの皇帝フランツ1世）に選挙で敗れる[12]。
- 3月14日（延享2年2月12日） - 江戸で「六道火事」[13]。死者1323人、焼失家屋2万8000棟。

### 4月-6月
- 4月14日（延享2年3月13日） - 将軍徳川吉宗、江戸城内紅葉山で法華八講を執行[13]。
- 5月11日 - 
  - オーストリア継承戦争：フォントノワの戦い。モーリス・ド・サックス率いるフランス軍が、カンバーランド公ウィリアム・オーガスタスを中心とするイギリス・オランダ・オーストリア連合軍を破り、フランドル制圧を進める[14]。イギリスの軍勢にはブラックウォッチ連隊（英語版）も参加していた。これをもって国事軍は解散する。
  - ジョージ王戦争：ルイブールの戦い。ニューイングランド軍を載せたイギリス艦隊が、ロワイヤル島（現在のケープ・ブレトン島）にある、ルイブール要塞への攻撃を開始。
- 6月2日（延享2年5月3日） - 大岡忠相、代官支配を罷免され、実質的権限を失う。ホーエンフリートベルクの戦いで行進するプロイセンの巨人連隊。1913年　カール・レヒリンク作

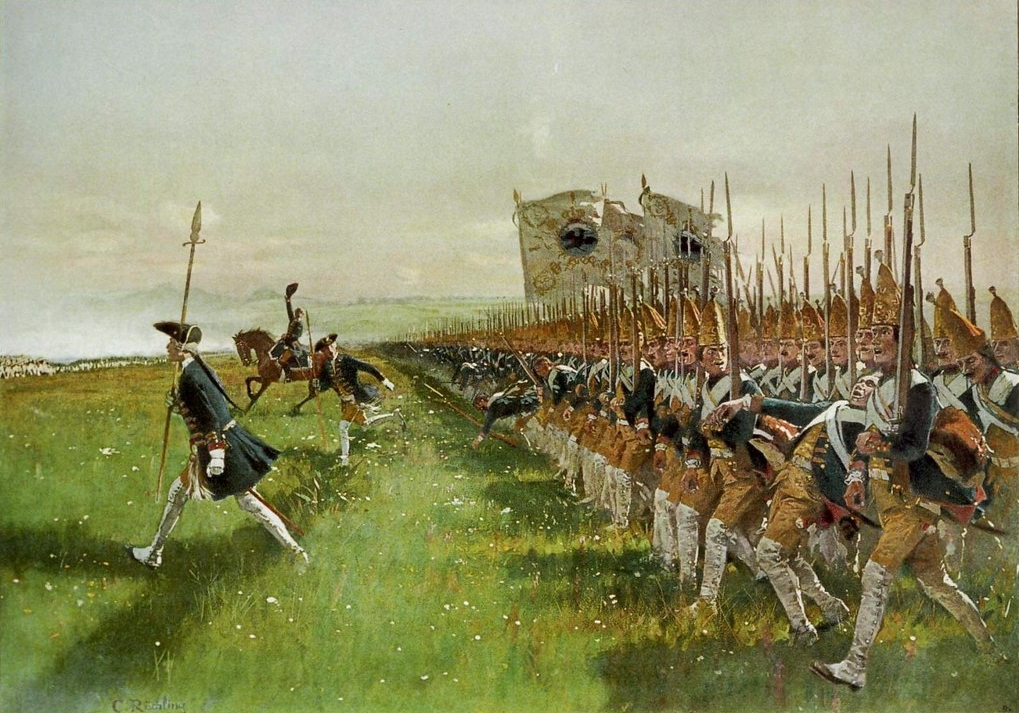
ホーエンフリートベルクの戦いで行進するプロイセンの巨人連隊。1913年　カール・レヒリンク作

- 6月4日 - オーストリア継承戦争：ホーエンフリートベルクの戦い。プロイセン国王フリードリヒ2世率いるプロイセン軍が、カール公子率いるオーストリア軍を破り、オーストリアによるシュレジエン奪還を阻止する。この戦いをもってフリードリヒ2世は「フリードリヒ大王」と呼ばれるようになる。
- 6月16日 - ジョージ王戦争：ルイブールの戦い。イギリス軍がノバスコシアのロワイヤル島をフランスから奪取[14]。この作戦は、イギリス軍にとってジョージ王戦争における唯一の勝利となった[15]。

### 7月-9月
- 7月9日 - オーストリア継承戦争：メレの戦い。フランス軍が同盟軍に勝利し、同月11日にはヘントを、19日にはブルッヘとアウデナールデを占領した。
- 7月 - 京都・西陣の高機仲間が成立[2]。
- 8月6日（ユリウス暦7月26日）- イングランド、サリーで、記録上初の女子クリケット（英語版）の試合が行われる[16]。

ジャコバイトの戦旗（1745年）

- ジャコバイトの戦旗（1745年）8月19日 - 1745年ジャコバイト蜂起がスコットランド、グレンフィナン（英語版）で起こる。 チャールズ・エドワード・ステュアートが自身の名を関する戦旗を翻す。
- 8月（延享2年8月） - 文楽『夏祭浪花鑑』初演。
- 9月1日 - サンクトペテルブルクでエカチェリーナ2世とピョートル3世が結婚。
- 9月11日 - 1745年ジャコバイト蜂起：ジャコバイト軍がエディンバラに入城。6日後、チャールズ・エドワード・ステュアートは彼の父、ジェームズ・フランシス・エドワード・ステュアートがスコットランド王ジェームズ8世であると宣言する[14]。
- 9月12日 - トスカーナ大公フランチェスコ・ステファーノが、妻であったマリア・テレジアの支援を受けつつ、9人の選帝侯（バイエルン、ハノーヴァー、ボヘミア、ブランデンブルク、マインツ、プファルツ、ザクセン、トリーア、ケルン）の投票を経てフランツ1世として神聖ローマ皇帝に即位する。フランツは、ハプスブルク家の仇敵であり、同年1月20日に崩御したバイエルン大公カール・アルブレヒトの後継者となった。『ディアナに扮したポンパドゥール夫人』　1746年　ジャン＝マルク・ナティエ筆

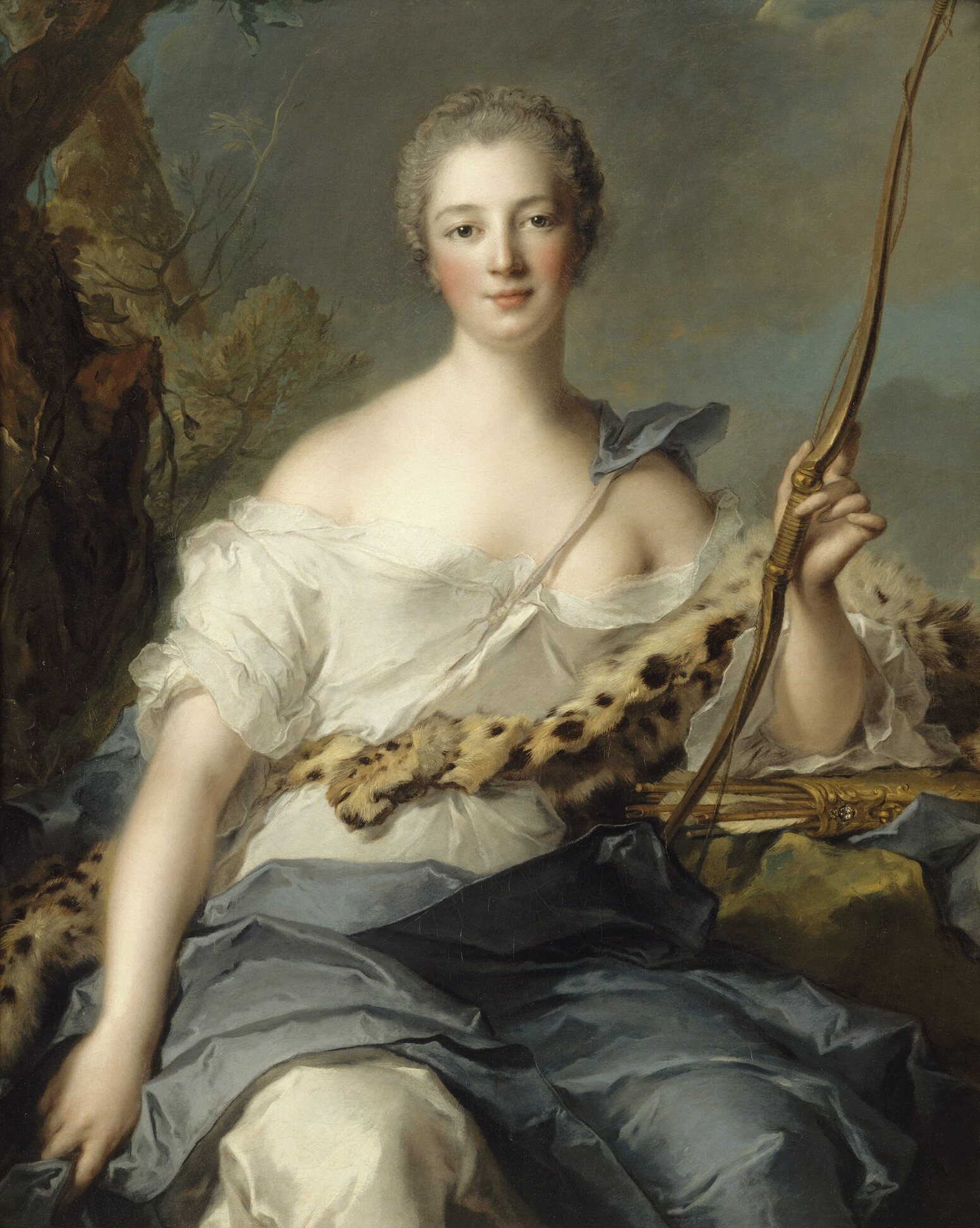
『ディアナに扮したポンパドゥール夫人』　1746年　ジャン＝マルク・ナティエ筆

- 9月14日 - ポンパドゥール夫人が公式に公妾と認められ、ルイ15世の宮廷に入る。
- 9月16日 - 1745年ジャコバイト蜂起："Canter of Coltbrigg" - エディンバラ近郊で、第13竜騎兵連隊（英語版）と第14ハサー連隊（英語版）がジャコバイトから敗走する。
- 9月21日 - 1745年ジャコバイト蜂起：プレストンパンズの戦い（英語版）。イギリス軍がジャコバイトに敗れる[4]。
- 9月28日 - ドルリー・レーン王立劇場（英語版）で、現在のイギリス国歌「国王陛下万歳」が演劇「錬金術師（英語版）」の公演後に初奏される。
- 9月29日 - オーストリア継承戦争：ゾーアの戦い。プロイセン軍がオーストリア軍を破る[4]。
- 9月 - ジュンガルのホンタイジ（副王）、ガルダンツェリンが崩御。ジュンガルおよびオイラト部族連合が分裂する[2]。

### 10月-12月

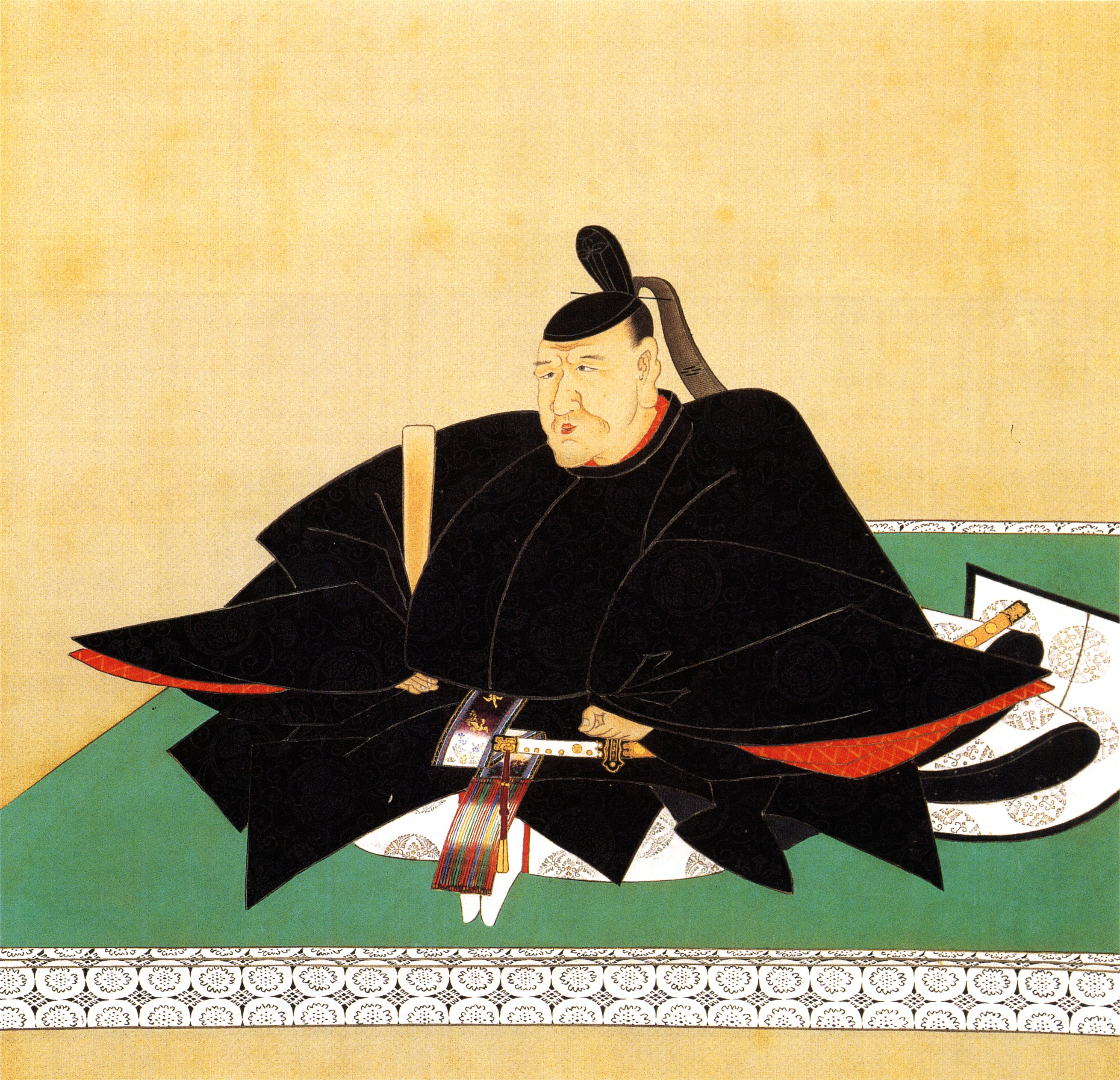
第9代将軍徳川家重　伝狩野英信（御用絵師）

- 10月4日 - フランツ1世が神聖ローマ帝国皇帝に即位[17]。
- 10月8日 - ロシア皇帝エリザヴェータがザクセン選帝侯に対し、プロイセン相手の戦争に支援を行うことに同意するが、実際にはすでに手遅れであった[18]。
- 10月11日 - ケスリーン(現ポーランドのコシャリン市) でプロイセンの科学者エヴァルト・ゲオルク・フォン・クライストが史上初のキャパシタを独自に発明。ライデン瓶と通称されるこの装置は、3ヶ月に同様の発明を行ったオランダ、ライデンのピーテル・ファン・ミュッセンブルークの功績に帰せられた。
- 10月14日 - パンジャーブ、アムリットサルで、シク議会（サルバット・カールサー（英語版））が、シク連合軍（ダール・カールサー（英語版））[注釈 1] の本格的な再編成を、ナワーブ・カプール・シング（英語版）将軍の指揮下の元、25の騎兵連隊と援軍を以って行うことを決定する [19]。（当時、シクの勢力圏は、バルーチスターンのアフシャール朝と接していた。）
- 10月18日 -  オランダ西インド会社管理下のエセキボ植民地（英語版）（ギアナ地方）からデメラリ植民地が別個の植民地として自立[20]。両植民地の領域は現在のガイアナの一部を構成する。
- 10月20日 - 徳川吉宗、将軍職を辞し、西の丸に移る。「享保の改革」の終わり（1735年、享保20年をもって終わりとする説もある）。
- 10月 - 清、四川の流民「嘓嚕子」（かくろし）に対する厳重取締令[2]。
- 11月1日 - 教皇ベネディクトゥス14世が回勅"Vix pervenit"（「高利貸し[ウスラ]とその他の不正な利得について」）を公布する。この回勅は、利息の徴収はローマカトリック教会に背く罪であると非難する内容であった[21]。
- 11月2日 - 松平乗邑、新たに将軍となった徳川家重によって老中職を罷免され、隠居を命じられる。
- 11月8日 - 1745年ジャコバイト蜂起：「いとしのチャールズ王子」として知られるチャールズ・エドワード・ステュアートが、彼の父を王位に就けんがための戦争を開始して以来、初めてスコットランドからイングランドに越境する。カンブリア、ロングタウン（英語版）に到着したチャールズは、近隣の村であったRddingsで一夜を過ごし、明くる日には軍勢を率いてエデン川右岸を進軍していった[22]。
- 11月23日 - オーストリア継承戦争：ヘンネルスドルフの戦い。ツィーテン将軍の指揮のもと、プロイセン軍がザクセン軍を急襲し勝利。この敗戦によって、ザクセンの同盟軍であったオーストリアの軍勢がベーメンへと撤退する。
- 11月24日（延享2年11月2日） - 徳川家重が将軍宣下によって正式に江戸幕府第9代将軍となる。
- 11月27日 - ジャン＝フィリップ・ラモーの『栄光の神殿（英語版）』がヴェルサイユ宮殿の大厩舎で初演。同年5月に行われたフォントノワの戦いの戦勝祝い。
- 11月28日 - ジョージ王戦争：フランスとワバナキ連邦（英語版）（ミクマク族、マリシート族（英語版）、パサマクォディ族、アベナキ族、ペノブスコット族（英語版））の連合軍がサラトガ要塞（現ニューヨーク州、シュイラーヴィル（英語版））のイギリス植民地を破壊し、要塞と周囲の建物を焼き討ちにし、15人を殺害した[23]。他103名の生存者は捕虜とされた。

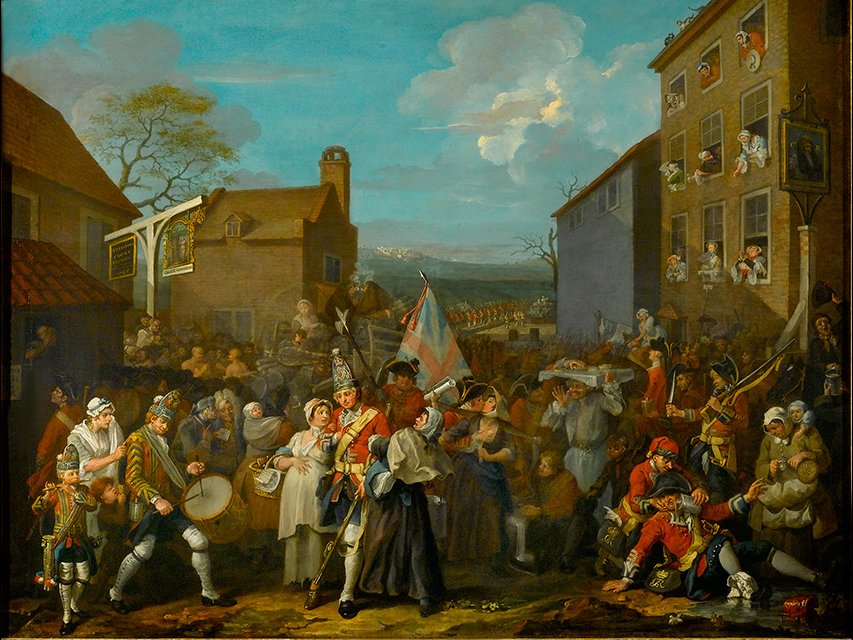
『衛兵隊のフィンチリーへの行進』、ウィリアム・ホガース筆。ジャコバイト軍からロンドンを守るべく兵士が召集された。

- 『衛兵隊のフィンチリーへの行進（英語版）』、ウィリアム・ホガース筆。ジャコバイト軍からロンドンを守るべく兵士が召集された。12月4日 - 1745年ジャコバイト蜂起：スコットランド人のジャコバイト軍がイングランド、ダービーの南端の村、スワークストーンまで侵攻[24]。この報を受けてロンドンは恐慌状態に陥ったが、ジャコバイトの軍勢はこの2日後に撤退を開始した[25]。トレント川流域に、このできごとを記念した石碑が作られた[24]。
- 12月15日 - オーストリア継承戦争：ケッセルスドルフの戦い。デッサウ侯率いるプロイセン軍が、ザクセンとオーストリア（実際にはほぼザクセンのみであった）の軍勢を潰走させる。
- 12月17日 - ザクセンの首都ドレスデン陥落[18]、プロイセン国王フリードリヒ2世が同市に入城する。
- 12月18日 - 1745年ジャコバイト蜂起： クリフトン・ムーアの戦い（英語版） - ジャコバイトがイギリス軍に勝利[25]。イングランド本土で正規軍同士で行われた最後の戦闘となった[注釈 2]。
- 12月23日 - 1745年ジャコバイト蜂起：インヴァルリーの戦い（英語版） - ジャコバイトがイギリス軍に勝利。
- 12月25日 - ドレスデン条約締結。第二次シュレージエン戦争の終結と、プロイセンによるシュレジエン領有と神聖ローマ皇帝フランツ1世承認が確認された[3]。
- 12月28日 - イスタンブールで火災が5日間に渡って続く[26]。

## 誕生

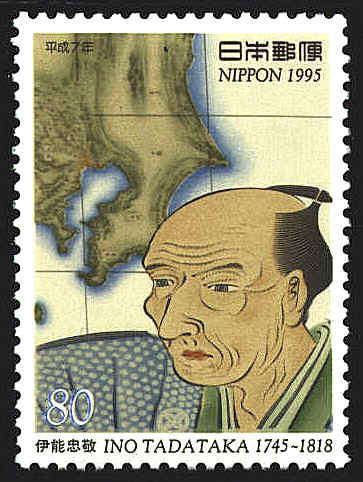
伊能忠敬　元絵は青木勝次郎画

- （英祖21年） - 金弘道、李氏朝鮮の画家（+ 1805年以降？）

- 2月2日 - ハンナ・モア（英語版）、イギリスの作家・篤志家、ブルーストッキングの一員（+ 1833年）
- 2月11日（延享2年1月11日） - 伊能忠敬、地理学者（+ 1818年）
- 2月14日 - マーダヴ・ラーオ、マラーター王国の宰相（+ 1772年）
- 2月18日 - アレッサンドロ・ボルタ、イタリアの物理学者（+ 1827年）
- 2月20日 - ヨハン・ペーター・ザーロモン、指揮者・作曲家・ヴァイオリニスト（+ 1815年）
- 2月24日 - フョードル・ウシャコフ、ロシア帝国の提督・守護聖人（+1817年）
- 7月15日 - ジャン＝ピエール・ノルブラン・ド・ラ・グルデーヌ、画家・彫刻家（+ 1830年）
- 11月9日[27][28] - ダーヴィド・ジンツハイム（英語版、フランス語版）、フランスのラビ、グラン・サンヘドリン（英語版）の長（+ 1812年）
- 月日不明 - 長谷川宣以、旗本・火付盗賊改役、『鬼平犯科帳』主人公のモデル（+ 1795年）
- 月日不明 - トマス・ペテルス、オランダのスーパーセンテナリアン（+ 1857年）

## 死去

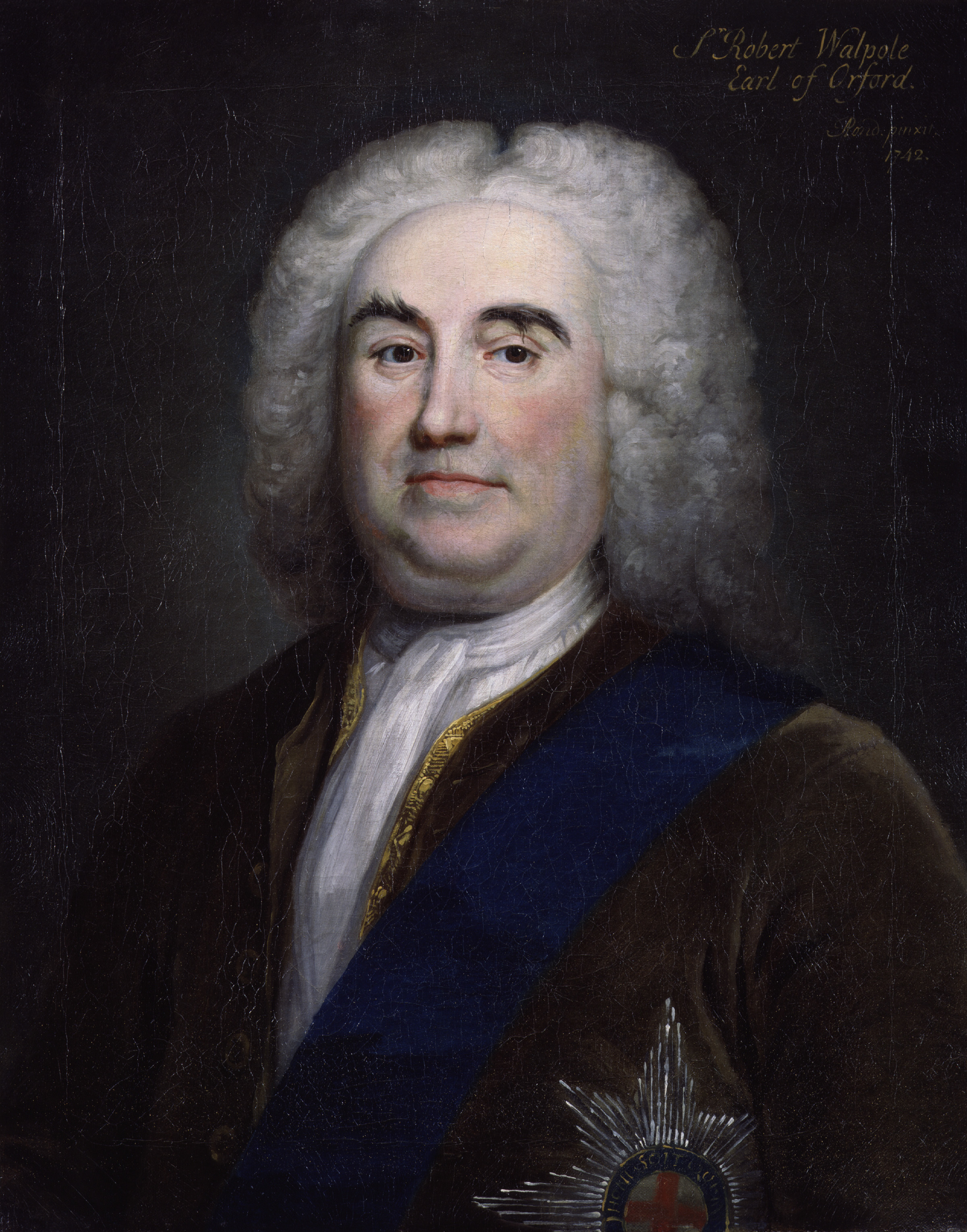
ロバート・ウォルポール。アーサー・ポンド筆。

- 3月18日 - ロバート・ウォルポール、イギリスの初代首相（* 1676年）
- 4月 - オルタイ、清の軍機大臣、雍正帝の腹心 （*1677年）[2]
- 5月9日 - トマソ・アントニオ・ヴィターリ、ヴァイオリニスト・作曲家（* 1663年）
- 5月30日 - ヨハン・アダム・クルムス、解剖学者（* 1689年）
- 10月19日 - ジョナサン・スウィフト、作家（* 1667年）
- 12月23日 - ヤン・ディスマス・ゼレンカ、作曲家（*1679年）
- 月日不明 - ガルダンツェリン、ジュンガルのホンタイジ（* 生年不詳）